# Анока (округ, Міннесота)
Шаблон:StateAbbr_ 45°16′ пн. ш. 93°14′ зх. д. / 45.27° пн. ш. 93.24° зх. д.
Округ Анока (англ. Anoka County) — округ (графство) у штаті Міннесота, США. Ідентифікатор округу 27003.

## Історія
Округ утворений 1857 року.

## Демографія
За даними перепису 
2000 року 
загальне населення округу становило 298084 осіб, зокрема міського населення було 255134, а сільського — 42950.
Серед мешканців округу чоловіків було 149822, а жінок — 148262. В окрузі було 106428 домогосподарств, 79413 родин, які мешкали в 108091 будинках.
Середній розмір родини становив 3,19.
Віковий розподіл населення поданий у таблиці:
| Стать    | До 15 років | 15-21 | 22-29 | 30-39 | 40-49 | 50-65 | 65-85 | Понад 85 |
| -------- | ----------- | ----- | ----- | ----- | ----- | ----- | ----- | -------- |
| Чоловіки | 36950       | 15200 | 15327 | 27262 | 25144 | 20925 | 8508  | 506      |
| Жінки    | 35173       | 13546 | 14899 | 26950 | 24219 | 21407 | 10712 | 1356     |

## Суміжні округи
- Ісанті — північ
- Чисаго — північний схід
- Вашингтон — схід
- Ремсі — південний схід
- Ганнепін — південний захід
- Шерберн — північний захід

## Виноски
1. ↑  US Decennial Census. US Census Bureau. Архів оригіналу за 26 квітня 2015. Процитовано 5 жовтня 2014.
2. ↑  Historical Census Browser. University of Virginia Library. Архів оригіналу за 11 серпня 2012. Процитовано 5 жовтня 2014.
3. ↑  Population of Counties by Decennial Census: 1900 to 1990. US Census Bureau. Архів оригіналу за 4 серпня 2014. Процитовано 5 жовтня 2014.
4. ↑  Census 2000 PHC-T-4. Ranking Tables for Counties: 1990 and 2000 (PDF). US Census Bureau. Архів оригіналу (PDF) за 18 грудня 2014. Процитовано 5 жовтня 2014.
5. ↑  State & County QuickFacts. Бюро перепису населення США. Архів оригіналу за 6 липня 2011. Процитовано 30 серпня 2013. [Архівовано 2011-06-25 у Wayback Machine.](англ.) Наведено за англійською вікіпедією.
6. ↑  American FactFinder. Бюро перепису населення США. Архів оригіналу за 26 лютого 2012. Процитовано 31 січня 2008. [Архівовано 2008-05-21 у Wayback Machine.]

| США | Це незавершена стаття з географії США. Ви можете допомогти проєкту, виправивши або дописавши її. |